# Bahnradsport-Weltmeisterschaften 1905

Gabriel Poulain als Weltmeister im Fliegerrennen

Die Bahnradsport-Weltmeisterschaften 1905 fanden am 16., 21. und 23. Juli 1905 auf der Radrennbahn in Antwerpen statt. Es starteten rund 100 Fahrer aus zwölf Ländern.
Berufsfahrer
| Disziplin                | Platz | Land               | Athlet                         |
| ------------------------ | ----- | ------------------ | ------------------------------ |
| Fliegerrennen über 2 km  | 1     | Frankreich         | Gabriel Poulain                |
|                          | 2     | Dänemark           | Thorvald Ellegaard             |
|                          | 3     | Deutsches Reich    | Henry Mayer                    |
| Steherrennen über 100 km | 1     | Vereinigte Staaten | Robert Walthour/ Franz Hofmann |
|                          | 2     | Frankreich         | Paul Guignard                  |
|                          | 3     | Niederlande        | Piet Dickentman                |

Amateure
| Disziplin                | Platz | Land                   | Athlet             |
| ------------------------ | ----- | ---------------------- | ------------------ |
| Fliegerrennen über 2 km  | 1     | Vereinigtes Königreich | Jimmy S. Benyon    |
|                          | 2     | Vereinigtes Königreich | Harald Donald Buck |
|                          | 3     | Frankreich             | Eugène Debongnie   |
| Steherrennen über 100 km | 1     | Vereinigtes Königreich | Leon Meredith      |
|                          | 2     | Deutsches Reich        | Willy Mest         |
|                          | 3     | Belgien                | August Carremans   |